# Stenhouse Peak
Der Stenhouse Peak ist ein 614 m hoher Berg an der Nordküste Südgeorgiens. Auf der Thatcher-Halbinsel ragt er 1,5 km westlich der Bucht Maiviken auf.
Wissenschaftler der britischen Discovery Investigations kartierten und benannten ihn zwischen 1925 und 1926. Namensgeber ist Joseph Russell Stenhouse (1887–1941), Erster Offizier und späterer Kapitän der Aurora bei der Endurance-Expedition (1914–1917) sowie Kapitän der Discovery bei den Discovery Investigations zwischen 1925 und 1927.